# Jon Lajoie
Jonathan Lajoie, detto Jon (Longueuil, 21 agosto 1980), è un comico, attore e cantante canadese.

## Biografia
LaJoie è nato a Saint-Hubert, un quartiere della città di Longueuil nel Québec e cresciuto a Montréal. Si è diplomato nel 2001 nel corso di teatro al Dawson College di Montréal.
Dal 2002 ha un ruolo fisso nella sit-com radiofonica L'auberge du chien noir su Radio-Canada, nella quale interpreta un musicista di nome Thomas Edison.

## Carriera musicale
La popolarità di LaJoie inizia nel 2007, con la pubblicazione su YouTube del video musicale Everyday Normal Guy nel quale ironizza sullo stile dei rapper statunitensi, parlando in modo ironico della sua vita abitudinaria e delle sue debolezze. In seguito il comico ha pubblicato numerosi altri video come The Bastard Breaks Up, 2 Girls 1 Cup Song, WTF Collective e Show Me Your Genitals. Quest'ultimo video, nel quale LaJoie interpreta un rapper chiamato MC Vagina, ha avuto tre sequel: Show Me Your Genitals 2: E=MC Vagina, I Kill People e Very Super Famous. Man mano che nuovi video vengono pubblicati, la qualità delle riprese e degli effetti grafici si fa sempre più elevata.
Alla fine del 2009 vengono pubblicati due video che riprendono il tema di Everyday Normal Guy: Everyday Normal Guy 2 e Everyday Normal Crew, che insieme a WTF Collective presenta una parodia delle crew di rapper come D12, Wu-Tang Clan e G-Unit.
Le canzoni di LaJoie parlano spesso di eventi quotidiani e deprimenti, di fenomeni di Internet come 2 Girls 1 Cup, e di fallimentari approcci al sesso femminile. Alcuni video sono parodie di spot pubblicitari, che reclamizzano prodotti inesistenti e indesiderabili, come "barbe da pedofilo" (Pedophile beards) o "occhiali da stupratore" (rapist glasses)

### You Want Some of This?
LaJoie ha pubblicato il suo album di debutto You Want Some of This? il 30 gennaio del 2009. Il disco contiene tutte le canzoni usate nei suoi video pubblicati fino a quella data, oltre ad alcuni inediti, ed è disponibile su tutte le piattaforme streaming. 

### I Kill People
LaJoie ha pubblicato il suo secondo album I Kill People il 15 novembre del 2010. Come il precedente, il disco è una raccolta delle canzoni usate nei suoi video, dall'uscita di You Want Some of This? fino a quella data, oltre ad alcuni inediti, ed è disponibile su tutte le piattaforme streaming.  

### Wolfie's Just Fine
Dopo diversi anni di assenza dalla scena musicale, Jon Lajoe dà vita ad un progetto musicale denominato Wolfie's Just Fine, che si distanzia dallo stile comico ed allineandosi invece a sonorità folk. Il nuovo nome (citazione tratta dal film Terminator 2 - Il giorno del giudizio) è nato, come comunicato da Lajoie, per evitare che la sua immagine di comico venisse associata alla serietà della musica prodotta. Tuttavia Lajoie ha affermato di continuare a scrivere canzoni dallo stile comico, mantenendo così compresenti ma separati i due stili del cantautore.
L'album di uscita è intitolato I Remembered, but then I Forgot, è stato rilasciato l'8 aprile 2016 ed è disponibile su iTunes.

## Altre attività

### The League
LaJoie è uno dei cinque protagonisti dello show The League su FX, nel quale interpreta Taco, un ragazzo che ha una smodata passione per il Fantasy Football (ovvero una variante del Fantacalcio dedicato al Football americano).

### Comedy Central Presents
Il 7 novembre 2009 LaJoie ha registrato una puntata di Comedy Central Presents, uno show del canale televisivo Comedy Central nel quale, in ogni puntata, un comico tiene una performance di 30 minuti, filmata dal vivo in teatro.

## Discografia

### Album
| Titolo                 | Dettagli |
| ---------------------- | --- |
| You Want Some of This? | - Data di pubblicazione: 30 gennaio 2009 - Etichetta: Normal Guy Productions - Formato: CD, music download  |
| I Kill People          | - Data di pubblicazione: 15 novembre 2010 - Etichetta: Normal Guy Productions - Formato: CD, music download |

### Singoli
- Very Super Famous (2011)
- The Best Song (2011)
- F**k Everything (2011)

## Filmografia

### Attore

#### Cinema
- Wrong Cops, regia di Quentin Dupieux (2013)
- Bastardi in divisa, regia di Luke Greenfield (2014)
- Moments of Clarity, regia di Stev Elam (2016)
- Wish Upon a Unicorn, regia di Steve Bencich (2020)

#### Televisione
- The League – serie TV, 84 episodi (2009-2015)
- NTSF:SD:SUV:: – serie TV, episodio 3x07 (2013)
- L'Auberge du chien noir – serie TV, episodio 12x05 (2013)
- Kroll Show – serie TV, episodio 2x10 (2014)
- Shotgun – serie TV, episodio 1x01 (2017)